# Le grand soir
Le grand soir ("A grande noite") foi a canção que representou a Bélgica no Festival Eurovisão da Canção 2005 que teve lugar em Kiev, capital da Ucrânia, em 21 de maio desse ano.
A referida canção foi interpretada em francês por Nuno Resende. Foi a décima-primeira canção a ser interpretada na noite da 1ª semi-final, depois da canção da Islândia "If I Had Your Love" e antes da canção da Estónia "Let's Get Loud". Terminou a competição em 22.º lugar tendo recebido 29 pontos, não conseguindo passar à final

## Letra
A canção é uma balada dramática, com Resende a cantar sobre o drama d'"a grande noite".